# Dragons of the North
Dragons of the North är det första studioalbumet med det norska viking metal/folk metal-bandet Einherjer. Albumet släpptes 1996 av skivbolaget Napalm Records.

## Låtlista
1. "Dragons of the North" – 4:15
2. "Dreamstorm" – 6:28
3. "Forever Empire" – 6:42
4. "Conquerer" – 7:04
5. "Fimbul Winter" – 4:44
6. "Storms of the Elder" – 7:53
7. "Slaget ved Hafrsfjord" – 6:03
8. "Ballad of the Swords" – 4:58

- Text: Gerhard Storesund (spår 1), Frode Glesnes (spår 2–6, 8), Þórbjǫrn hornklofi (Torbjørn Hornkløve) (spår 7)
- Musik: Gerhard Storesund (spår 1–6), Gerhard Storesund/Frode Glesnes (spår 7), Audun Wold/Gerhard Storesund/Frode Glesnes (spår 8)

## Medverkande
Musiker (Einherjer-medlemmar)
- Nidhogg (Rune Bjelland) – sång
- Audun Wold – gitarr, sång
- Frode Glesnes – gitarr
- Stein Sund – basgitarr
- Gerhard Storesund – trummor, keyboard

Produktion
- Einherjer – producent
- Pytten (Eirik Hundvin) – producent, ljudtekniker, ljudmix
- Jørgen Træen – ljudtekniker
- Frode Glesnes – ljudmix
- Gerhard Storesund – ljudmix
- Atle Skudal – omslagsdesign, omslagskonst, logo
- Håkon Olaison – foto